# Polinomios de Legendre
En matemáticas, en el análisis de ecuaciones diferenciales ordinarias, las funciones de Legendre son las soluciones de las ecuaciones diferenciales de Legendre:
{\displaystyle {\mathrm {d}  \over \mathrm {d} x}\left[(1-x^{2}){\mathrm {d}  \over \mathrm {d} x}P_{n}(x)\right]+n(n+1)P_{n}(x)=0.}
llamadas así en honor del matemático francés Adrien-Marie Legendre. Estas ecuaciones se encuentran frecuentemente en Física. En particular, aparecen cuando se resuelve la ecuación de Helmholtz (un tipo de ecuación en derivadas parciales) en coordenadas esféricas mediante el método de separación de variables.
La ecuación diferencial de Legendre puede resolverse usando el método de serie de potencias. En general la serie de potencias obtenida converge cuando |x| < 1 y en el caso particular de que n sea un entero no negativo (0, 1, 2,...) las soluciones forman una familia de polinomios ortogonales llamados Polinomios de Legendre.
Cada polinomio de Legendre Pn(x) es un polinomio de grado n. Este puede ser expresado usando la Fórmula de Rodrigues:
{\displaystyle P_{n}(x)={1 \over 2^{n}n!}{\mathrm {d} ^{n} \over \mathrm {d} x^{n}}\left[(x^{2}-1)^{n}\right].}

## Una expresión explícita
Desarrollando la fórmula de Rodrigues se obtiene la siguiente expresión para los Polinomios de Legendre
{\displaystyle P_{n}(x)\,=\,{\frac {1}{2^{n}}}\sum _{k=0}^{n}{n \choose k}^{2}(x+1)^{n-k}(x-1)^{k}}
esta expresión es útil en caso de por ejemplo de querer elaborar un programa que grafique los polinomios de Legendre, de ésta expresión es relativamente fácil obtener una para los polinomios asociados de Legendre, que aparecen en la resolución de problemas como, por ejemplo, el átomo de hidrógeno.

## La propiedad de ortogonalidad
Una importante propiedad de los polinomios de Legendre es que éstos son ortogonales con respecto al producto escalar definido en L2 en el intervalo −1 ≤ x ≤ 1:
{\displaystyle \int _{-1}^{1}P_{m}(x)P_{n}(x)\,dx={2 \over {2n+1}}\delta _{mn}}
(donde δmn denota la delta de Kronecker, igual a 1 si m = n y 0 para otros casos). 
De hecho, una derivación alternativa de los polinomios de Legendre es llevando a cabo procesos de Gram-Schmidt en los polinomiales {1, x, x2,...} con respecto a un producto interno. La razón de esta propiedad de ortogonalidad es que la ecuación diferencial de Legendre puede ser vista como un problema de Sturm-Liouville
{\displaystyle {\mathrm {d}  \over \mathrm {d} x}\left[(1-x^{2}){\mathrm {d}  \over \mathrm {d} x}P(x)\right]=-\lambda P(x),}
donde los valores propios λ corresponden a n(n+1).

## Ejemplos de polinomios de Legendre
Unos pocos primeros polinomios de Legendre:
| n  | {\displaystyle P_{n}(x)\,}                                                                                                 |
| 0  | {\displaystyle 1\,} |
| 1  | {\displaystyle x\,} |
| 2  | {\displaystyle {\begin{matrix}{\frac {1}{2}}\end{matrix}}(3x^{2}-1)\,}                                                     |
| 3  | {\displaystyle {\begin{matrix}{\frac {1}{2}}\end{matrix}}(5x^{3}-3x)\,}                                                    |
| 4  | {\displaystyle {\begin{matrix}{\frac {1}{8}}\end{matrix}}(35x^{4}-30x^{2}+3)\,}                                            |
| 5  | {\displaystyle {\begin{matrix}{\frac {1}{8}}\end{matrix}}(63x^{5}-70x^{3}+15x)\,}                                          |
| 6  | {\displaystyle {\begin{matrix}{\frac {1}{16}}\end{matrix}}(231x^{6}-315x^{4}+105x^{2}-5)\,}                                |
| 7  | {\displaystyle {\begin{matrix}{\frac {1}{16}}\end{matrix}}(429x^{7}-693x^{5}+315x^{3}-35x)\,}                              |
| 8  | {\displaystyle {\begin{matrix}{\frac {1}{128}}\end{matrix}}(6435x^{8}-12012x^{6}+6930x^{4}-1260x^{2}+35)\,}                |
| 9  | {\displaystyle {\begin{matrix}{\frac {1}{128}}\end{matrix}}(12155x^{9}-25740x^{7}+18018x^{5}-4620x^{3}+315x)\,}            |
| 10 | {\displaystyle {\begin{matrix}{\frac {1}{256}}\end{matrix}}(46189x^{10}-109395x^{8}+90090x^{6}-30030x^{4}+3465x^{2}-63)\,} |

Los gráficos de estos polinomios (menores o iguales a n=5) se grafican abajo:

## Aplicaciones de los polinomios de Legendre en Física
Los polinomios de Legendre, igual que los de Hermite y Laguerre, son útiles en ramas de la Física y en el cálculo numérico ya que permiten el cómputo de integrales definidas sin necesidad de usar fórmulas analíticas, tan sólo fijando como intervalo de integración [ -1 ; +1] (con el correspondiente cambio de variable). Esto es especialmente interesante en programas de cómputo que tratan de resolver una integral definida.
Los polinomios de Legendre son útiles en el desarrollo en series de funciones como
{\displaystyle {\frac {1}{\left|\mathbf {x} -\mathbf {x} ^{\prime }\right|}}={\frac {1}{\sqrt {r^{2}+r^{\prime 2}-2rr'\cos \gamma }}}=\sum _{\ell =0}^{\infty }{\frac {r^{\prime \ell }}{r^{\ell +1}}}P_{\ell }(\cos \gamma )}
donde {\displaystyle r} y {\displaystyle r'} son las longitudes de los vectores {\displaystyle \mathbf {x} } y {\displaystyle \mathbf {x} ^{\prime }} respectivamente y {\displaystyle \gamma } es el ángulo entre los dos vectores. La expansión mantiene {\displaystyle r>r'}.
Esta expresión está usada, por ejemplo, para obtener el potencial de una carga puntual, que se siente en un punto {\displaystyle \mathbf {x} } mientras la carga está localizada en el punto {\displaystyle \mathbf {x} '}. La expansión usando polinomios de Legendre puede ser útil para integrar esta expresión sobre una carga continua distribuida.
Los polinomios de Legendre aparecen en la solución de una Ecuación de Laplace de un potencial, {\displaystyle \nabla ^{2}\Phi (\mathbf {x} )}, en una región del espacio de carga libre, usando el método de separación de variables, donde las condiciones límite tienen simetría axial (no depende del ángulo azimuthal). Donde {\displaystyle {\widehat {\mathbf {z} }}} es el eje de simetría y {\displaystyle \theta } es el ángulo entre la posición del observador y el eje {\displaystyle {\widehat {\mathbf {z} }}}, la solución del potencial podría ser
{\displaystyle \Phi (r,\theta )=\sum _{\ell =0}^{\infty }\left[A_{\ell }r^{\ell }+B_{\ell }r^{-(\ell +1)}\right]P_{\ell }(\cos \theta ).}
{\displaystyle A_{\ell }} y {\displaystyle B_{\ell }} están determinados de acuerdo con las condiciones límite de cada problema.
Polinomios de Legendre en el desarrollo multipolar
Los polinomios de Legendre son también útiles en la expansión de funciones de la forma (esto es similar al caso anterior, escrito un poco diferente):

{\displaystyle {\frac {1}{\sqrt {1+\eta ^{2}-2\eta x}}}=\sum _{k=0}^{\infty }\eta ^{k}P_{k}(x)}

que aparece naturalmente en el desarrollo multipolar. La parte izquierda de la ecuación es la función generadora de los polinomios de Legendre.
Como en el ejemplo, del potencial eléctrico {\displaystyle \Phi (r,\theta )} (en coordenadas esféricas) debido a una carga puntual localizada en el eje z en {\displaystyle z=a} (Fig. 2) varía como
{\displaystyle \Phi (r,\theta )\propto {\frac {1}{R}}={\frac {1}{\sqrt {r^{2}+a^{2}-2ar\cos \theta }}}}
Si el radio r del punto de observación P es más grande que a, el potencial puede expandirse en polinomios de Legendre
{\displaystyle \Phi (r,\theta )\propto {\frac {1}{r}}\sum _{k=0}^{\infty }\left({\frac {a}{r}}\right)^{k}P_{k}(\cos \theta )}
donde se define {\displaystyle \eta =a/r<1} y {\displaystyle x=\cos \theta }. Esta expansión es usada para mejorar la expansión multipolo normal.
Por el contrario, si el radio r del punto de observación P es más pequeño que a, el potencial puede aún ser expandido en los polinomios de Legendre como por encima, pero con a y r cambiados.

## Propiedades adicionales de los polinomios de Legendre
Los polinomios de Legendre son simétricos o antisimetricos, tal que 
{\displaystyle P_{k}(-x)=(-1)^{k}P_{k}(x).\,}
| Demostración |
| Tomando la función generadora {\displaystyle {\mathcal {R}}(x,t)={\frac {1}{\sqrt {1-2xt+t^{2}}}}} y considerando: {\displaystyle {\mathcal {R}}(-x,t)=\sum _{n=0}^{\infty }P_{n}(-x)t^{n}={\frac {1}{\sqrt {1+2xt+t^{2}}}}} {\displaystyle {\mathcal {R}}(x,-t)=\sum _{n=0}^{\infty }P_{n}(x)(-t)^{n}={\frac {1}{\sqrt {1+2xt+t^{2}}}}} Es claro que: {\displaystyle \sum _{n=0}^{\infty }P_{n}(-x)t^{n}=\sum _{n=0}^{\infty }P_{n}(x)(-1)^{n}t^{n}} Comparando término a término: {\displaystyle P_{n}(-x)=(-1)^{n}P_{n}(x)} |

Desde que la ecuación diferencial y la propiedad ortogonal son escalarmente independientes, los polinomios de Legendre definidos son estandarizados (a veces llamados normalizados, pero nótese que la real norma no es la unidad) por ser escalar tal que
{\displaystyle P_{k}(1)=1.\,}
También se cumple que para {\displaystyle n\in \mathbb {N} .\,}
{\displaystyle P_{2k+1}(0)=0\land P_{2k}(0)=(-1)^{n}{\frac {(2k)!}{2^{2k}(k!)^{2}}}\,}
| Demostración |
| Debido a la que el polinomio de Legendre {\displaystyle 2k+1} es impar se tiene: {\displaystyle P_{2k+1}(0)=-P_{2k+1}(0)} De lo cual es claro que la única posibilidad es que {\displaystyle P_{2k+1}(0)=0}. Por otro lado, considerando la fórmula de Rodríguez para {\displaystyle P_{2k}(0)}: {\displaystyle P_{2k}(0)={\frac {1}{2^{2k}(2k!)}}{\frac {d^{2k}}{dx^{2k}}}\left((x^{2}-1)^{2k}\right){\Bigg \|}_{x=0}} {\displaystyle P_{2k}(0)={\frac {1}{2^{2k}(2k!)}}{\frac {d^{2k}}{dx^{2k}}}\left(\sum _{n=0}^{2k}{\binom {2k}{n}}(-1)^{2k-n}x^{2n}\right){\Bigg \|}_{x=0}} Si se deriva {\displaystyle 2k} los únicos términos que no se van a anular van a ser aquellos de grado mayor o igual a {\displaystyle 2k} {\displaystyle P_{2k}(0)={\frac {1}{2^{2k}(2k!)}}{\frac {d^{2k}}{dx^{2k}}}\left(\sum _{n=k}^{2k}{\binom {2k}{n}}(-1)^{2k-n}x^{2n}\right){\Bigg \|}_{x=0}} Todos los términos de grado mayor a {\displaystyle 2k} van a tener asociada una potencia de {\displaystyle x} por lo que al ser evaluados en {\displaystyle x=0} se anulan, dejando solo el término asociado a {\displaystyle n=k}. {\displaystyle P_{2k}(0)={\frac {(-1)^{k}}{2^{2k}(2k!)}}{\frac {(2k)!}{k!(2k-k)!}}{\frac {d^{2k}}{dx^{2k}}}\left(x^{2k}\right){\Bigg \|}_{x=0}} {\displaystyle P_{2k}(0)=(-1)^{k}{\frac {(2k)!}{2^{2k}(k!)^{2}}}} |

La derivada en un punto final está dado por
{\displaystyle P_{k}'(1)={\frac {k(k+1)}{2}}.\,}
Los polinomios de Legendre pueden construirse usando las tres relaciones de recurrencia
{\displaystyle (n+1)P_{n+1}=(2n+1)xP_{n}-nP_{n-1}\,}
y
{\displaystyle {x^{2}-1 \over n}{\mathrm {d}  \over \mathrm {d} x}P_{n}=xP_{n}-P_{n-1}.}
Útil para la integración de polinomios de Legendre es 
{\displaystyle (2n+1)P_{n}={\mathrm {d}  \over \mathrm {d} x}\left[P_{n+1}-P_{n-1}\right].}

## Traslación de los polinomios de Legendre
Los polinomios de Legendre en el intervalo [0,1], {\displaystyle {\tilde {P_{n}}}(x)}, se definen como {\displaystyle {\tilde {P_{n}}}(x)=P_{n}(2x-1)}. Aquí la función de traslación es {\displaystyle x\mapsto 2x-1}  (que es, de hecho, una trasformación afín) que aplica el intervalo [0, 1] en el intervalo [−1, 1], de modo que los polinomios obtenidos sigan siendo ortogonales.
{\displaystyle \int _{0}^{1}{\tilde {P_{m}}}(x){\tilde {P_{n}}}(x)\,\mathrm {d} x={1 \over {2n+1}}\delta _{mn}.}
Una expresión explícita para estos polinomios viene dado por 
{\displaystyle {\tilde {P_{n}}}(x)=(-1)^{n}\sum _{k=0}^{n}{n \choose k}{n+k \choose k}(-x)^{k}.}
La analogía a la Fórmula de Rodrigues para la traslación de los polinomios es:
{\displaystyle {\tilde {P_{n}}}(x)=(n!)^{-1}{\mathrm {d} ^{n} \over \mathrm {d} x^{n}}\left[(x^{2}-x)^{n}\right].\,}
La primera traslación de los polinomios de Legendre es:
| {\displaystyle n} | {\displaystyle {\tilde {P_{n}}}(x)}   |
| 0                 | 1                                     |
| {\displaystyle 1} | {\displaystyle 2x-1}                  |
| 2                 | {\displaystyle 6x^{2}-6x+1}           |
| 3                 | {\displaystyle 20x^{3}-30x^{2}+12x-1} |

## Polinomios de Legendre de orden fraccionario
Los polinomios de Legendre de orden fraccionario existen y se obtienen a partir de la Fórmula de Rodrigues empleando la derivada fraccionaria tal como se define en el cálculo fraccional y los factoriales no enteros definidos por una función gamma.

## Segunda solución de la ecuación de Legendre
La ecuación de Legendre, al ser una ecuación diferencial de segundo orden, cuenta con dos conjuntos de soluciones linealmente independientes. A este segundo conjunto de soluciones se le conoce como funciones de Legendre de segundo tipo y se denotan {\displaystyle Q_{n}(x)}, están dadas por la expresión:
{\displaystyle Q_{n}(x)=P_{n}(x)\int _{}^{}{\frac {1}{(P_{n}(x))^{2}(1-x^{2})}}dx}
| Demostración |
| La primera solución para un valor propio {\displaystyle \lambda _{n}=n(n+1)} es el polinomio de Legendre {\displaystyle P_{n}(x)}. Para encontrar una segunda solución, se asume una forma de la solución como: {\displaystyle Q_{n}(x)=R_{n}(x)P_{n}(x)} Al sustituir en la ecuación diferencial de Legendre: {\displaystyle (1-x^{2})Q_{n}''(x)-2xQ_{n}'(x)+n(n+1)Q_{n}(x)=0} y expandiendo los términos: {\displaystyle Q_{n}''(x)=R_{n}''(x)P_{n}(x)+2R_{n}'(x)P_{n}'(x)+R_{n}(x)P_{n}''(x)} {\displaystyle Q_{n}'(x)=R_{n}'(x)P_{n}(x)+R_{n}(x)P_{n}'(x)} Sustituyendo en la ecuación original: {\displaystyle (1-x^{2})(R_{n}''(x)P_{n}(x)+2R_{n}'(x)P_{n}'(x)+R_{n}(x)P_{n}''(x))-2x(R_{n}'(x)P_{n}(x)+R_{n}(x)P_{n}'(x))+n(n+1)R_{n}(x)P_{n}(x)=0} Reorganizando los términos: {\displaystyle (1-x^{2})R_{n}''(x)P_{n}(x)+2(1-x^{2})R_{n}'(x)P_{n}'(x)+(1-x^{2})R_{n}(x)P_{n}''(x)-2xR_{n}'(x)P_{n}(x)-2xR_{n}(x)P_{n}'(x)+n(n+1)R_{n}(x)P_{n}(x)=0} Dado que {\displaystyle P_{n}(x)} satisface la ecuación diferencial de Legendre: {\displaystyle (1-x^{2})P_{n}''(x)-2xP_{n}'(x)+n(n+1)P_{n}(x)=0} Se simplifica a: {\displaystyle R_{n}''(x)P_{n}(x)+2R_{n}'(x)P_{n}'(x)-{\frac {2xR_{n}(x)P_{n}(x)}{1-x^{2}}}=0} Sea {\displaystyle R_{n}'(x)=R(x)}, entonces la ecuación se reescribe como: {\displaystyle {\frac {dR}{dx}}P_{n}(x)+2R{\frac {dP_{n}}{dx}}-{\frac {2xRP_{n}(x)}{1-x^{2}}}=0} Dividiendo por {\displaystyle AP_{n}(x)}: {\displaystyle {\frac {dR}{Rdx}}+2{\frac {dP_{n}}{P_{n}dx}}-{\frac {2x}{1-x^{2}}}=0} Integrando: {\displaystyle \ln R+2\ln P_{n}+\ln(1-x^{2})=0} {\displaystyle \ln(RP_{n}^{2})=-\ln(1-x^{2})} {\displaystyle RP_{n}^{2}={\frac {1}{1-x^{2}}}} Entonces: {\displaystyle R_{n}'(x)={\frac {1}{P_{n}^{2}(1-x^{2})}}} Y la segunda solución se obtiene integrando: {\displaystyle R_{n}(x)=\int {\frac {1}{P_{n}^{2}(1-x^{2})}}dx} Por lo tanto, la solución general es: {\displaystyle Q_{n}(x)=P_{n}(x)\int {\frac {1}{P_{n}^{2}(1-x^{2})}}dx} |